# خوسيه أنتونيو بارغييلا
خوسيه أنتونيو بارغييلا (بالبرتغالية: José António Bargiela‏) (مواليد 29 أكتوبر 1957) هو لاعب كرة قدم. يلعب مع منتخب البرتغال لكرة القدم. سبق له أن لعب في كأس العالم لكرة القدم مع منتخب بلاده.

## روابط خارجية
- خوسيه أنتونيو بارغييلا على موقع الاتحاد الدولي (مؤرشف)  (الإنجليزية)
- خوسيه أنتونيو بارغييلا على موقع قاعدة بيانات كرة القدم.إي يو (الإنجليزية)
- خوسيه أنتونيو بارغييلا على موقع ناشيونال فوتبول تيمز (الإنجليزية)